# Paroedura homalorhina
Paroedura homalorhina là một loài thằn lằn trong họ Gekkonidae. Loài này được Angel mô tả khoa học đầu tiên năm 1936.